# Nooh Al-Mousa
Noo Al-Mousa (in arabo نوح الموسى‎?; 23 febbraio 1991) è un calciatore saudita, centrocampista della Nazionale saudita, attualmente svincolato.

## Caratteristiche tecniche
È un mediano.

## Carriera

### Nazionale
Con la Nazionale saudita ha preso parte alla Coppa d'Asia 2019 sostituendo l'infortunato Salman Al-Faraj.

## Statistiche

### Presenze e reti nei club
Statistiche aggiornate al 5 ottobre 2024.
| Stagione        | Squadra         | Campionato      | Campionato | Campionato | Coppe nazionali | Coppe nazionali | Coppe nazionali | Coppe continentali | Coppe continentali | Coppe continentali | Altre coppe | Altre coppe | Altre coppe | Totale | Totale |
| Stagione        | Squadra         | Comp            | Pres       | Reti       | Comp            | Pres            | Reti            | Comp               | Pres               | Reti               | Comp        | Pres        | Reti        | Pres   | Reti   |
| --------------- | --------------- | --------------- | ---------- | ---------- | --------------- | --------------- | --------------- | ------------------ | ------------------ | ------------------ | ----------- | ----------- | ----------- | ------ | ------ |
| 2012-2013       | Al-Fateh        | SPL             | 2          | 0          | -               | -               | -               | -                  | -                  | -                  | -           | -           | -           | 2      | 0      |
| 2013-2014       | Al-Fateh        | SPL             | 0          | 0          | -               | -               | -               | -                  | -                  | -                  | -           | -           | -           | 0      | 0      |
| 2014-2015       | Al-Fateh        | SPL             | 7          | 0          | -               | -               | -               | -                  | -                  | -                  | -           | -           | -           | 7      | 0      |
| 2015-2016       | Al-Fateh        | SPL             | 2          | 0          | KCC+PC          | 1+1             | 0               | -                  | -                  | -                  | -           | -           | -           | 4      | 0      |
| 2016-2017       | Al-Fateh        | SPL             | 21         | 3          | KCC+PC          | 1+1             | 0               | ACL                | 6                  | 0                  | -           | -           | -           | 29     | 3      |
| 2017-2018       | Al-Fateh        | SPL             | 12         | 0          | KCC+PC          | 1+1             | 0               | -                  | -                  | -                  | -           | -           | -           | 14     | 0      |
| 2018-2019       | Al-Ahli         | SPL             | 19         | 1          | KC              | 2               | 1               | ACL                | 7                  | 0                  | -           | -           | -           | 28     | 2      |
| 2019-2020       | Al-Ahli         | SPL             | 7          | 0          | KC              | 1               | 0               | ACL                | 1                  | 0                  | -           | -           | -           | 9      | 0      |
| 2020-2021       | Al-Ahli         | SPL             | 27         | 0          | KC              | 1               | 0               | ACL                | 6                  | 0                  | -           | -           | -           | 34     | 0      |
| 2021-2022       | Al-Ahli         | SPL             | 11         | 0          | KC              | 1               | 0               | -                  | -                  | -                  | -           | -           | -           | 12     | 0      |
| Totale Al Ahli  | Totale Al Ahli  | Totale Al Ahli  | 64         | 1          |                 | 5               | 1               |                    | 14                 | 0                  |             | -           | -           | 83     | 2      |
| 2022-2023       | Al-Fateh        | SPL             | 11         | 0          | KCC             | 2               | 0               | -                  | -                  | -                  | -           | -           | -           | 13     | 0      |
| 2023-2024       | Al-Fateh        | SPL             | 8          | 0          | KCC             | 1               | 0               | -                  | -                  | -                  | -           | -           | -           | 9      | 0      |
| 2024-2025       | Al-Fateh        | SPL             | 4          | 0          | KCC             | -               | -               | -                  | -                  | -                  | -           | -           | -           | 4      | 0      |
| Totale Al-Fateh | Totale Al-Fateh | Totale Al-Fateh | 67         | 3          |                 | 9               | 0               |                    | 6                  | 0                  |             | -           | -           | 82     | 3      |
| Totale carriera | Totale carriera | Totale carriera | 131        | 4          |                 | 14              | 1               |                    | 20                 | 0                  |             | -           | -           | 165    | 5      |

### Cronologia presenze e reti in nazionale
| Cronologia completa delle presenze e delle reti in nazionale ― Arabia Saudita | Cronologia completa delle presenze e delle reti in nazionale ― Arabia Saudita | Cronologia completa delle presenze e delle reti in nazionale ― Arabia Saudita | Cronologia completa delle presenze e delle reti in nazionale ― Arabia Saudita | Cronologia completa delle presenze e delle reti in nazionale ― Arabia Saudita | Cronologia completa delle presenze e delle reti in nazionale ― Arabia Saudita | Cronologia completa delle presenze e delle reti in nazionale ― Arabia Saudita | Cronologia completa delle presenze e delle reti in nazionale ― Arabia Saudita |
| Data                                                                          | Città                                                                         | In casa                                                                       | Risultato                                                                     | Ospiti                                                                        | Competizione                                                                  | Reti                                                                          | Note                                                                          |
| ----------------------------------------------------------------------------- | ----------------------------------------------------------------------------- | ----------------------------------------------------------------------------- | ----------------------------------------------------------------------------- | ----------------------------------------------------------------------------- | ----------------------------------------------------------------------------- | ----------------------------------------------------------------------------- | ----------------------------------------------------------------------------- |
| 10-11-2017                                                                    | Viseu                                                                         | Portogallo                                                                    | 3 – 0                                                                         | Arabia Saudita                                                                | Amichevole                                                                    | -                                                                             | 80’                                                                           |
| 13-11-2017                                                                    | Lisbona                                                                       | Bulgaria                                                                      | 1 – 0                                                                         | Arabia Saudita                                                                | Amichevole                                                                    | -                                                                             | 90+1’                                                                         |
| 22-12-2017                                                                    | Al Kuwait                                                                     | Kuwait                                                                        | 1 – 2                                                                         | Arabia Saudita                                                                | Gulf Cup 2017-2018 - 1º turno                                                 | -                                                                             |                                                                               |
| 25-12-2017                                                                    | Al-Kuwait                                                                     | Emirati Arabi Uniti                                                           | 0 – 0                                                                         | Arabia Saudita                                                                | Gulf Cup 2017-2018 - 1º turno                                                 | -                                                                             |                                                                               |
| 28-12-2017                                                                    | Al Kuwait                                                                     | Arabia Saudita                                                                | 0 – 2                                                                         | Oman                                                                          | Gulf Cup 2017-2018 - 1º turno                                                 | -                                                                             | 44’                                                                           |
| 17-1-2019                                                                     | Abu Dhabi                                                                     | Arabia Saudita                                                                | 0 – 2                                                                         | Qatar                                                                         | Coppa d'Asia 2019 - 1º turno                                                  | -                                                                             | 78’                                                                           |
| Totale                                                                        |                                                                               | Presenze                                                                      | 6                                                                             |                                                                               | Reti                                                                          | 0                                                                             |                                                                               |